# Saint-Bonnet-du-Gard
Saint-Bonnet-du-Gard là một xã ở tỉnh Gard. Xã này có diện tích 6,84 km², dân số năm 1999 là 579 người. Khu vực này có độ cao trung bình 30 mét trên mực nước biển.